# 克勞森 (愛達荷州)
克勞森（英語：Clawson）是位於美國愛達荷州提頓縣的一個非建制地區。該地的面積和人口皆未知。

## 地理
克勞森的座標為43°47′53″N 111°06′39″W / 43.79806°N 111.11083°W，而該地的平均海拔高度為1888米（即6194英尺）。